# Marija Nagowicyna-Ikrianistowa
Marija Fiodorowna Nagowicyna-Ikrianistowa (ros. Мария Фёдоровна Наговицына-Икрянистова; ur. 3 kwietnia?/15 kwietnia 1887 w Djakowie, zm. 14 października 1966 w Moskwie) – rosyjska robotnica i rewolucjonistka, działaczka partii bolszewickiej.

## Życiorys
Urodziła się w wiejskiej wielodzietnej rodzinie w guberni włodzimierskiej. Gdy miała 14 lat, jej rodzina przeprowadziła się do Iwanowo-Wozniesieńska, ośrodka przemysłu tekstylnego, w którym od lat 70. XIX w. rozwijał się ruch socjalistyczny i robotniczy. Marija Nagowicyna podjęła pracę w fabryce Kompanija, następnie była zatrudniona w zakładach Witowej. W 1904 r. wstąpiła do Socjaldemokratycznej Partii Robotniczej Rosji, należała do frakcji bolszewickiej. W mieszkaniu Nagowicynów odbywały się tajne spotkania partyjne, na których przemawiała również Marija. Obdarzona silnym i przyjemnym głosem, otrzymała partyjny pseudonim Trąba (ros. Труба – Truba).
Podczas rewolucji 1905 r. w Iwanowie-Wozniesieńsku wybuchły strajki. Marija Nagowicyna-Ikrianistowa została wybrana do Rady Delegatów Robotniczych, reprezentującej protestujących robotników w negocjacjach z władzami gubernialnymi i fabrykantami. Rada funkcjonowała do końca lipca 1905 r., gdy strajki wygasły, a fabrykanci zgodzili się na ustępstwa. Władze partyjne poleciły wówczas Nagowicynej-Ikrianistowej wyjazd do Moskwy w celu prowadzenia nielegalnej drukarni przy ulicy Lesnej. Rewolucjonistka pracowała w drukarni razem z partyjnymi towarzyszami Siłowanem Kobidze i Gieorgijem Sturuą. Podawała się za opiekunkę syna Kobidzego. Drukarze wzięli w grudniu 1905 r. udział w zbrojnym powstaniu w Moskwie. Drukarnia, niewykryta przez policję, przestała działać w 1906 r. decyzją władz partii. Nagowicyna-Ikrianistowa wróciła do Iwanowo-Wozniesieńska i pozostawała aktywna w ruchu robotniczym. W 1907 r. została aresztowana, lecz szybko ją zwolniono.
W 1917 r. została wybrana do rady miejskiej Iwanowo-Wozniesieńska, była również członkinią komitetu fabrycznego w zakładach Witowej. Po 1919 r. zamieszkała w Moskwie. Ukończyła kurs agitatorki i pracowała w oddziale kobiecym partii w Moskwie. Była instruktorką odpowiedzialną w partyjnym wydziale kobiet i w latach 1928–1930 kierowniczką wydziału administracyjnego NKWD. Od 1932 r. pracowała w prezydium Centralnego Komitetu Wykonawczego ZSRR. Według niektórych źródeł w latach 30. była represjonowana. Odeszła na emeryturę w 1940 r.
Spisała wspomnienia. Przy jej udziale w kamienicy przy ulicy Leśnej w Moskwie, gdzie w latach 1905–1906 działała podziemna drukarnia, stworzono muzeum, rekonstruując dawny wygląd pomieszczeń.
Odznaczona Orderem Lenina. Jej popiersie jest jednym z 14 wizerunków rewolucjonistów umieszczonych w alei kompleksu pomnikowego Czerwona Tałka w Iwanowie, odsłoniętego w 1975 r. Jej imię nosi również ulica w Iwanowie.